# 安楽寺 (板橋区)
安楽寺（あんらくじ）は、東京都板橋区にある真言宗智山派の寺院。

## 概要
1396年（応永3年） 尊栄によって開山された。
練馬区にある三宝寺の隠居寺と伝えられている。
1874年（明治7年） 赤塚徳丸地区では最初の小学校「紅梅学校」が寺内で開設された。現在の板橋区立紅梅小学校の前身である。
1896年（明治29年） 近隣の観音寺を吸収した。当寺には「徳丸観音」という観音菩薩像があるが、これは旧観音寺の本尊だったものである。

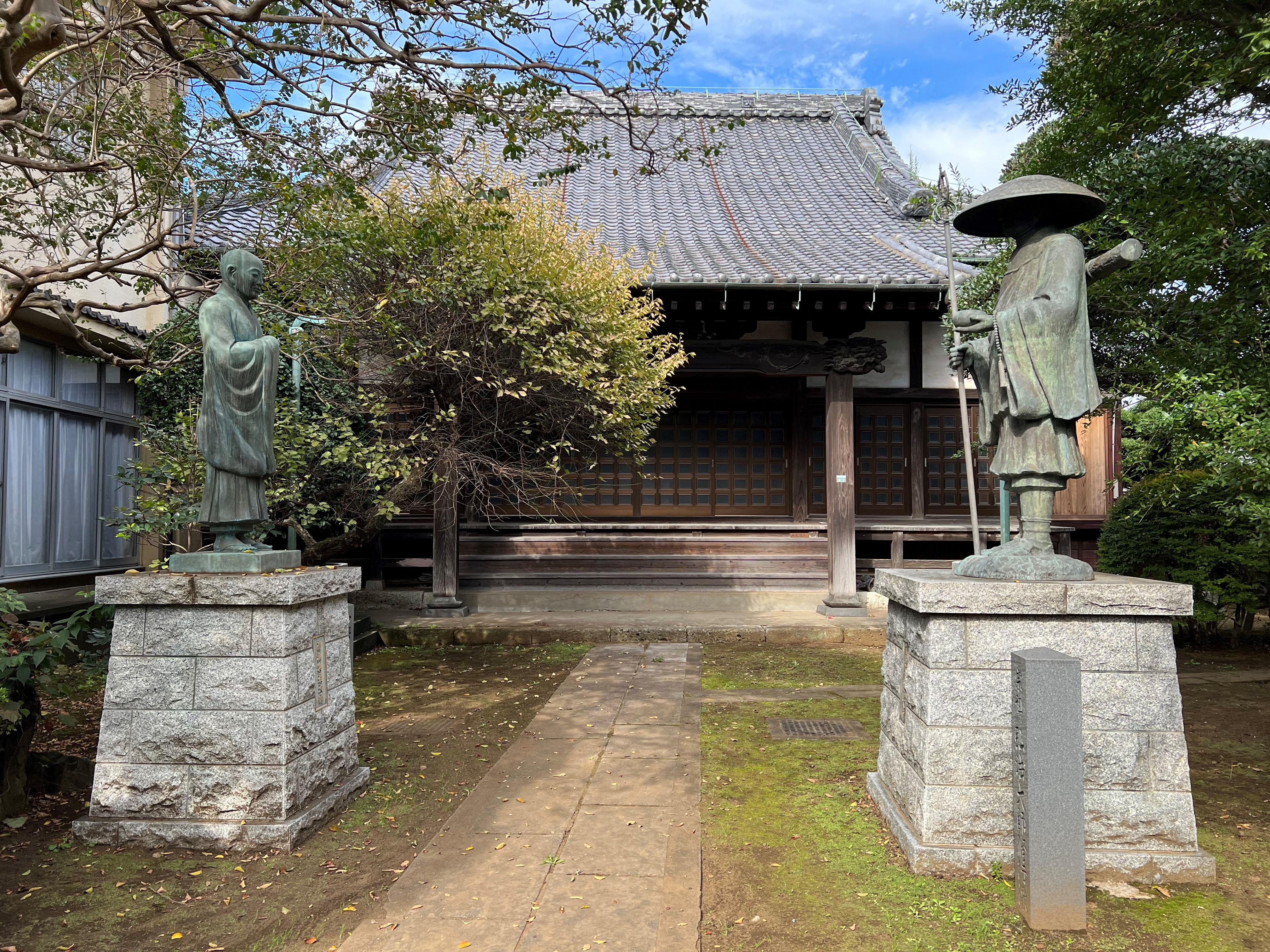
本堂

## 寺宝等
- 阿弥陀如来像（本尊、秘仏）
- 聖観世音菩薩（旧観音寺本尊）
- 大般若経600巻
- 三曲二双屏風
- 涅槃像
- 梵鐘
- 灯籠

## 交通アクセス
- 高島平駅より徒歩16分。